# سنجاب نواری کامبوج
سنجاب نواری کامبوج (نام علمی: Tamiops rodolphii) نام یک گونه از زیرخانواده زیباسنجابیان است.